# 齐赞枢
齐赞枢，正黄旗人，清朝政治人物。

## 生平
顺治九年（1652年）壬辰科进士，曾于顺治十七年（1660年）接替钱光泰任漳州府知府一职，由邓自辛接任。